# Eriogonum codium
Eriogonum codium là một loài thực vật có hoa trong họ Rau răm. Loài này được Reveal, Caplow & K.Beck mô tả khoa học đầu tiên năm 1995 publ. 1997.